# Перехоплений рейс
Перехоплений рейс (англ. Hijack; дослівно Викрадення (стилізований як H/JACK) — британський міні-серіал трилер, створений Джорджем Кеєм та Джимом Філдом Смітом, з Ідрісом Ельбою у головній ролі. Прем'єра відбулася 28 червня 2023 року на Apple TV+.

## Сюжет
Дія серіалу починається на борту рейсу КА29, десь у небесному просторі між Дубаєм та Лондоном. В цей час повітряне судно захоплюють невідомі злочинці. До справи для вирішення ситуації запрошують Сема Нельсона — одного з найталановитіших переговорників сучасності. Головний персонаж вирішує застосувати професійні навички, щоб урятувати всіх, хто знаходиться на борту. Щоправда, його дії більше схожі на авантюру, оскільки у злочинців, як виявилося, вкрай нетривіальні цілі, яких вони дотримуються.

## Актори та персонажі

### У головних ролях
- Ідріс Ельба — Сем Нельсон, учасник корпоративних ділових переговорів
- Ніл Мескелл — Стюарт Аттертон / Джеральд Тейлор, лідер терористів
- Ів Майлз — Еліс Сінклер, авіадиспетчерка лондонського аеропорту Гітроу
- Крістін Адамс — Марша Сміт-Нельсон, дружина Сема, професорка фізики
- Макс Біслі — інспектор Деніел О'Фаррелл, нинішній хлопець Марші, офіцер поліції Лондона
- Арчі Панджабі — головна інспекторка Захра Гафур, колишня партнерка О'Фаррела, член SO15
- Бен Майлз — капітан Робін Аллен, пілот рейсу 29 Kingdom Airline
- Гетті Мораган — міністр закордонних справ Великої Британії
- Саймон Макберні — Едгар Дженсен, впливовий злочинець
- Кейт Філліпс — Коллетт Фішер, стюардеса, яка закрутила роман з Робін

### У ролях
- Гаррі Мішелл — Г'юго, пасажир, який сидить поруч із Семом
- Мохаммад Фейсал Мостафа — Абдулла, авіадиспетчер аеропорте Дубая, який керує рейсом KA29
- Зора Бішоп — Девія Хан, головна стюардеса
- Джаспер Бріттон — Маркус Саттон, один із викрадачів
- Емі Келлі — Джеймі Константіну / Белла Каннінгем, одна з викрадачів
- Джек Макмаллен — Льюїс Константіну / Раян Каннінгем, один із викрадачів
- Мохамед Ельсандел — Джейден / Олександр Кір, один із викрадачів
- Холлі Ерд — Аманда, пасажирка
- Джеремі Енг Джонс — Артур, бортпровідник
- Фатіма Адум — Рашида, пасажирка
- Небрас Джамалі — Насір, пасажир
- Антонія Саліб — Ніла Ліші, працівниця служби безпеки аеропорту, яка таємничим чином залишає своє робоче місце
- Гретхен Егольф — Аделаїда
- Лучія Аліу — Ліззі Блейкфілд
- Мей Анрі — Наомі, пасажирка-підліток
- Шантель Алле — Кейсі, пасажирка-підліток
- Алекс Макквін — Тіндалл, урядовець

## Епізоди
| № серії | Назва серії                 | Режисер(и)     | Сценарист(и)                                     | Оригінальна дата виходу |
| --- | --------------------------- | -------------- | ------------------------------------------------ | ----------------------- |
| 1 | «Останній дзвінок»          | Джим Філд Сміт | Джордж Кей                                       | 28 червня 2023          |
| Корпоративний діловий переговорник Сем Нельсон сідає на борт рейсу Kingdom Airlines KA29 з Дубая до Лондона, щоб повернутися до своєї дружини, з якою він розлучився. Після зльоту пасажирка-підліток Наомі знаходить кулю у туалеті і повідомляє про це Маркусу, доброзичливому попутнику. Маркус, який таємно входить до команди викрадачів, повідомляє лідера Стюарта та його колег про це вмовляючи прискорити захоплення літака. Використовуючи пістолети Glock 19, заховані в сумках у туалеті, кілька викрадачів захоплюють літак, розмовляючи англійською та арабською мовами. Працівниця служби безпеки аеропорту Ніла Ліша, яка не помітила потрапляння зброї на борт, повертається додому, коли її чоловікові та дитині погрожують. Викрадачі літака проникають у кабіну, погрожуючи Коллетт, бортпровідниці, з якою капітан Робін Аллен закрутив роман. Перш ніж Wi-Fi вимкнувся, Сем зміг надіслати дружині повідомлення про інцидент, і вона передає його своєму хлопцю, інспектору Деніелу Фарреллу, який працює в поліції Лондона. |                             |                |                                                  |                         |
| 2 | «3 градуси»                 | Джим Філд Сміт | Джордж Кей                                       | 28 червня 2023          |
| Двоє пасажирів нападають на одного з викрадачів, однак з допомогою Сема терористам вдається їх знешкодити. О'Фарел зв'язується зі своєю колишньою, інспектором Захрою Гафур із SO15, яка зв'язується з колегами в аеропорту Гітроу, які стверджують, що виклик з KA29 був помилковою тривогою. Він передає це Марші. Абдулла, диспетчер польотів у Дубаї, якого Аллен запевнив, що все гаразд, має сумніви щодо цього. Переглядаючи відео з камер стеження, він помічає Нілу, яка покидає пункт перевірку безпеки до закінчення її зміни. Аллена виводять із кабіни, і він каже Сему, що з іракськими військовими зв'яжуться, коли вони увійдуть у їхній повітряний простір і ніхто не відповість. Однак викрадачі змушують Аллена підтвердити Багдадському диспетчерському відділу, що проблеми немає. У Гітроу авіадиспетчер Еліс Сінклер також ставить під сумнів «помилкову тривогу» і помічає невелике відхилення в плані польоту, яке є сигналом про допомогу екіпажу літака, визначену після теракту 11 вересня. Прибувши до будинку Ніли, Абдулла знаходить її та її родину вбитими і гине сам від рук британських убивць. |                             |                |                                                  |                         |
| 3 | «Намалювати холостий набій» | Джим Філд Сміт | Адам Гінгелл, Фред Фернандес Арместо, Джордж Кей | 4 липня 2023            |
| Сінклар дзвонить Гафуру та розповідає про її занепокоєння, яка потім передає справу до міністерного департаменту Уряду з імміграції та об'єднаного центру аналізу тероризму (JTAC). Пасажир Юссеф, колишній офіцер єгипетської армії, вважає, що викрадачі використовували холості набої, але не може бути впевнений. Артур, бортпровідник, розповідає Сему про патрон, який знайшла Наомі. Сем працює з екіпажем літака, щоб передати малюнок справжнього патрона та холостого набою Наомі, яка впізнає останню. Аттертон телефонує своєму начальнику, щоб повідомити інформацію, але цей дзвінок переходить на голосову пошту. Тіндолл, високопоставлений чиновник, викликає британського міністра закордонних справ. Гафур надсилає маніфест KA29 О'Фарреллу, який помічає, що п'ять імен викрадачів літака не з'являються в жодній національній базі даних, але їхні паспорти здаються законними. Викрадач Джейден нападає на Насіра, пасажира, який намагається отримати інсулін для свого дядька. У ближньому бою дитина, Ліззі Міллер, пропадає безвісти, і Сем прокрадається до задньої частини літака, щоб напасти на Маркуса та обеззброїти його, але його це не вдається. Аттертон міняє холості набої на бойові й підходить до задньої частини. На виклик Сема Маркус підіймає пістолет. Лунає постріл.                                       |                             |                |                                                  |                         |
| 4 | «Без відповіді»             | Мо Алі         | Кам Одедра та Джордж Кей                         | 12 липня 2023           |
| Аттертон стріляє в пасажира для попередження. У рукопашній сутичці Льюїс отримав ножове поранення від пасажира. Аттертон каже Льюїсу, що вони викрадають літак "для Едгара та Джона". Маркус зв'язує Сема, але незабаром відпускає, щоб надати першу допомогу, оскільки Льюїс стікає кров'ю. Коли KA29 увійшов у повітряний простір Румунії, а командир екіпажу не вийшов на зв'язок, два винищувачі НАТО Eurofighter Typhoon отримали наказ збити його поблизу Бухареста. Нарешті про ситуацію повідомляють офісу прем'єр-міністра Британії, що Ейтчісон бере контроль за ситуацією на себе. Допомагаючи Льюїсу зателефонувати матері, Сем використовує мобільний телефон, щоб надіслати контактну інформацію Марші, яка передає її О'Фарреллу. Перевіряючи PNC, він і Гахфур встановлюють особи викрадачів, розуміючи, що вони британці та виконують масштабний світовий організований злочин, а не діють одноосібно, як терористи. Ейчісон передає цю інформацію румунам, які за хвилину до виконання команди з ліквідації загрози відкликають літаки. Девід, лікар на борту, проводить імпровізовану торакостомію Льюїсу, щоб не дати йому померти. Ще двоє британських вбивць обстежують резиденцію Вільсона. Девлін, соратник викрадачів, передає міністру внутрішніх справ список вимог.                                                           |                             |                |                                                  |                         |
| 5 | «Менше ніж за годину»       | Мо Алі         | Анна-Марія Семуяба та Джордж Кей                 | 19 липня 2023           |
| Коли літак входить у повітряний простір Угорщини, стан Льюїса починає гіршати. Дубайська поліція викликана в будинок Ніли, і її собака приводить їх до тіл Ніли та Абдулли. Тим часом викрадачі починають сперечатися, що робити далі. Виявляється, що вони вимагають звільнення Едгара та Джона з в'язниці. Міністр внутрішніх справ передає їх вимоги Гафуру та Ейтчісону, поки прем'єр-міністр вагається. Аттертон вирішує використати другого пілота Анну Ковач, щоб змусити її повідомити угорській поліції, що вони приземляються в аеропорту Дьєра і потребують медичної допомоги. Угорський контртерористичний підрозділ негайно вирушає в аеропорт для нейтралізації викрадачів. О'Фарелл і його напарник їдуть відвідати матір Елейн, Льюїса й Аттертона. Елейн розповідає О'Фарреллу про організований злочинний синдикат, а потім біжить на шосе, де її збиває вантажівка. Потім Террі каже Сему, що керівники цього синдикату вб'ють їх і їх сім'ю, якщо вони приземляться, оскільки він відкриває, що вони мають інформацію про родину Сема. Льюїс дістає ручку, яку Девід вставив йому в груди, фактично вбиваючи себе. Аттертон бачить це і пропонує Девії Хан наказати Анні зупинити висадку. Вбивці, які працюють на організоване злочинне угруповання, проникають у будинок Сема, і син Сема Кай помічає, що у них зброя та ховається. |                             |                |                                                  |                         |
| 6 | «Виконуйте повільно»        | Джим Філд Сміт | Цатгерін Моултон та Георге Кай                   | 26 липня 2023           |
| Син Сема Кай втікає від вбивць, ховаючись у гардеробі. Британський уряд поступається вимогам викрадачів і звільняє Едгара і Янссон з в'язниці. Однак, коли поліція продовжує слідкувати за ними, Едгар пише викрадачам повідомлення з вимогою вбити одного пасажира та надсилає фото. Сем втручається і переконує Стюарта, що на борту вже є мертвий пасажир і тому не потрібно вбивати іншого. Урядова оперативна група відстежує машину Едгара за допомогою безпілотника та бачить, що він і Янссон прямують до сусіднього аеродрому. Тим часом всередині літака пасажири починають планувати бунт. У той же час у британських ЗМІ з’являється новина про те, що KA29 було захоплено, а ціна акцій Kingdom Air падає, як і сподівався Едгар. Деякі з пасажирів KA29 починають битися з викрадачами, коли невідомий нападник убиває пілота Аллена та проникає в кабіну, на подив усіх на борту. |                             |                |                                                  |                         |
| 7 | Буде оголошено              | Буде визначено | Буде визначено                                   | 2 серпня 2023           |

## Виробництво
У квітні 2022 року було оголошено, що в Apple TV+ погодили знімання міні-серіалу, у якому Ідріс Ельба зіграє головну роль і стане виконавчим продюсером. Сценарій напише Джордж Кей, а режисером стане Джим Філд Сміт . У травні того ж року до акторського складу приєдналася Арчі Панджабі .
Виробництво почалося 9 травня 2022 року в Ейлсбері та тривало до жовтня 2022 року.

## Реакція
Веб-сайт агрегатора оглядів Rotten Tomatoes повідомив про 90 % схвалення із середнім рейтингом 7/10 на основі 40 відгуків. Консенсус критиків веб-сайту звучить так: «Здебільшого позбавлений турбулентності сюжету фільм отримав значну користь від темпу в реальному часі, Перехоплений рейс — це глянцевий, але ефективний трилер, який досягає справжнього успіху». Metacritic, який використовує середньозважену оцінку, поставив оцінку 66 зі 100 на основі голосів 24 критиків, вказуючи на «загалом схвальні відгуки».

## Нагороди
| Рік  | Нагорода                  | Категорія                              | Номінант(и) | Результат | Джерело |
| ---- | ------------------------- | -------------------------------------- | ----------- | --------- | ------- |
| 2024 | Премія «Еммі» у праймтайм | Найкращий актор у драматичному серіалі | Ідріс Ельба | Номінація | [ 8 ]   |